# Ричард I (герцог Бургундии)
Ричард I (также Ричард Заступник и Ришар; фр. Richard le Justicier; около 858 — 1 сентября 921) — 1-й герцог Бургундии с 898 года из династии Бозонидов; сын Бивина, настоятеля аббатства в Горзе, и Ришильды Арльской, дочери Бозона Древнего.
Также граф Отёна (ок. 880/883), граф Невера (888), граф Осера (ок. 888), граф Санса (894/895), граф Труа (894), маркиз Бургундии (898), герцог Бургундии (918).

## Биография

### Происхождение
Ричард происходил из династии Бозонидов. Его отцом был Бивин (умер в 862 году), аббат Горца, граф Вьенна, граф Меца (842—862). Его старший брат Бозон был женат на дочери императора Людовика II Молодого, позже он стал королём Прованса, а сестра Ришильда была женой короля Франции Карла II Лысого.

### Правление
Впервые Ричард появляется как помощник своего старшего брата, Бозона. В 875 году, после смерти императора Людовика II Молодого, он вместе с Бозоном сопровождал Карла II Лысого в Италию на коронацию. Став императором, Карл назначил Бозона (как брата своей жены) герцогом Прованса и наместником Италии.
В феврале 876 года Карл Лысый назначил Бозона вице-королём Италии, после чего возвратился во Францию. В 877 году Бозон, в свою очередь, отправился во Францию, оставив для управления Провансом и Италией Ричарда и Гуго Аббата, сына Конрада I Старого, графа Осера.
В 879 году Бозон провозгласил себя королём Прованса. Однако Ричард остался предан королю Франции Людовику III и в 880 году выступил против старшего брата. Он занимает Макон, где от имени королей Людовика III и Карломана размещает гарнизон, отдав его под управление Бернару Плантвелю. Позже Ричард участвовал в захвате Лиона и Вьенна. В 881 году при захвате Вьенна Ричард взял жену Бозона Ирменгарду вместе с детьми под защиту и увез их в Отён, в то время, как Бозон укрылся в Провансе. Около 883 года (по другим сведениям в 880 году) в качестве награды Ричард получил от короля графство Отён, которое стало основой его будущих владений.
После смерти Бозона в 887 году, его вдова Ирменгарда, при помощи Ричарда, стала регентшей Прованса при малолетнем сыне Людовике III . При этом Ричард получил несколько бургундских графств брата (Труа, Невер). В 894—895 годах он захватил ещё графство Санс. Благодаря женитьбе на дочери Конрада II, графа Осера, он в 888 году получил также графство Осер от брата жены, Рудольфа I, провозгласившего себя королём Бургундии. Также он становится светским аббатом нескольких аббатств в Бургундии. К 898 году сюзеренитет Ричарда признавали 17 из 18-и бургундских графств.
Будучи сторонником Каролингов, Ричард поддерживал Карла III Простоватого, что привело его к противостоянию с Робертинами и графом Вермандуа. Став самым могущественным феодалом в Бургундии, он провозглашает себя маркизом Бургундии, что было признано королём Эдом в 898 году, а в 918 году король Карл признает за Ричардом титул герцога Бургундии. Он распространяет свой контроль также на епископства Отён, Лангр и Труа.
После смерти короля Эда в 898 году, Ричард мог претендовать на королевский титул, но он поддержал Карла Простоватого. Начиная с 901 года Ричард занимал в королевском совете первое место.
В это время участились набеги викингов на Францию. В 888 году они дошли до Бургундии, где опустошили город Без. В 892 и 898 годах Ричард смог успешно отразить очередные набеги норманнов, а в 911 году в союзе Робертом Нейстрийским и Эблем де Пуатье разбил при Шартре норманнов под предводительством Роллона. За эти победы он получил прозвище «Заступник».
Умер Ричард в Осере 1 сентября 921 года и был похоронен в аббатстве Сен-Коломб в Сансе.

### Семья
Жена: с ок. 887 или 888 года — Аделаида (умерла около 929), дочь графа Осера Конрада II. Дети:
- Рауль (около 890 — 15 января 936) — герцог Бургундии (921—923), король Франции с 923 года
- Гуго Чёрный (умер в 952) — герцог Бургундии с 923 года
- Бозон (умер 3 сентября 934) — граф Витри; жена: графиня Арля и Вьенна Берта (умерла 18 августа 965), дочь маркграфа Тосканы Бозона
- Аделаида (894 — ?); возможно за мужем за Ренье II (880 — около 932), графом Эно с 915 года
- Ирменгарда (908 — ?); муж: Жильбер де Вержи (около 900—956), граф де Шалон с 918 года, герцог Бургундии с 952 года.